# Сандзёниси, Санэтака
Сандзёниси Санэтака (11 мая 1455 — 5 ноября 1537) — средневековый японский придворный, учёный, поэт, каллиграф, литературовед периода Муромати.

## Жизнеописание
Происходил из знатного рода Сандзёниси. Второй сын Сандзёниси Кимиясу, дворцового министра, и дочери Канродзи Фусанаги. Оба его родителя происходили из родов, что были ответвлением родов клана Северных Фудзивара. Родился в 1455 году в Киото. В 1458 году поступил на придворную службу, получил младший пятый ранг. В том же году назначен дзидзю (императорским слугой—камергером).
В 1460 году потерял отца, поэтому оказался под опекой дяди Канродзи Тиканага. Получил хорошее, всестороннее образование, проявив талант к поэзии, стал знатоком придворного церемониала, классической китайской поэзии. Увлёкся старинной японской литературой и историей. Японскую поэзию изучал под руководством Асукаи Масатика. 1467 года во время начала смуты Онин (борьбе западных и восточных кланов за право посадить своего сёгуна) Сандзёниси Санэтака вынужден был бежать в храм Курама-дэра (на севере Киото), поскольку в городе шли бои. В результате резиденции рода Сандзёниси нанесён значительный ущерб.
Поскольку аристократия во времена сёгунов из рода Асикага была отстранена от политической жизни, Санэтака начал карьеру при императорском дворе. Со временем своими знаниями завоевал благосклонность сёгунов. В 1469 году назначен сёсё (старшим командиром) Правой внутренней дворцовой гвардии. К 1506 году дослужился до должности дворцового министра и получил старший второй ранг. Но уже через 2 месяца ушёл с должности.
В 1516 году покинул все должности, став буддистским монахом. Остаток жизни посвятил себя исключительно литературной деятельности. Умер в 1537 году в Киото.

## Творчество
Сочинял стихи вака и рэнга. Последнему учился у поэта-путешественника Соги. В свою очередь Сандзёниси Санэтака был учителем Такэно Дзё. Был новатором: придавал словам и выражениям со старинных антологий нового значения и эмоциональной окраски. В активе есть 2 поэтических сборника (преимущественно рэнга) — «Сэцугёку-сю» (состоит из 8202 стихотворения, опубликовано в 1670 году) и «Тосэцу-сю». Поэты XVII века рассматривали «Сецугёку-сю» одну из трёх блестящих антологий века.
Также считается автором «Тёдо но утаавасе» («Поэтический турнир утвари»). Принимал участие в создании «Когава но соси» («Очерки о Когаву») и «Гэмму моногатари» («Повесть о Гемму»), известны его комментарии к поэтическим сборникам «Манъёсю», «Кокинсю», роману «Гэндзи моногатари» (в «Санэтака-хон Гэндзи моногатари кэйдзу», 1488 год), эссе «Записки от скуки» (в «Конгёкусю»). Является автором информационных подписей для картин, рисовавшихся по заказу императора го-Цутимикадо, впоследствии заказ получал от сёгунов Асикага. Благодаря усердию каллиграфа переписанный им «Дневник Идзуми-сикибу» представляет собой наиболее авторитетную версию текста среди 31 рукописи.
Был также известным в своё время каллиграфом и переписчиком книг, пытавшимся сохранить от уничтожения. Короткие произведения Санэтака копировал лично, для объёмных, например «Гэндзи моногатари» нанимал группы писателей. Это также было одной из статей прибыли Санэтаки. Стиль каллиграфии Санэтака стал одним из ведущих в эпоху Эдо.
Среди его трудов — дневник «Санэтака коки» («Очерки господина Санэтака»), важный историческим источником из жизни императоров, сёгунов, знати и придворных, социальных отношений, военных, культурных (спектакли театра Но, музыкальные турнира, турниры с благовоний) событий времён Сэнгоку. Охватывает исторический период с 1474 до 1536 года. является также автором небольших исторических текстов, что сочинял на заказ буддистских храмов и монастырей.
Сёгун Асикага Ёсимаса поручил Санэтаке провести классификацию всех благовоний, которые на тогда были известны в Японии. Осуществив эту работу Санэтака сформулировал принципы для благовоний, известные как «Рикокку-гоми» — «Шесть стран, пять вкусов». Этим была положена основа для кодо (кёдо) — «пути благовоний» (искусство сочетания, составления благовоний).